# 1928년 하계 올림픽 스페인 선수단
스페인은 1928년 5월 17일부터 8월 12일까지 네덜란드 암스테르담에서 열린 제9회 하계 올림픽에 참가했다.

## 종목별 성적

### 복싱
| 선수 | 세부 종목 | 32강           | 16강           | 8강            | 준결승         | 결승           | 결승 |
| 선수 | 세부 종목 | 상대 선수 결과 | 상대 선수 결과 | 상대 선수 결과 | 상대 선수 결과 | 상대 선수 결과 | 순위 |

## 사이클

### 도로 경기
| 선수 | 세부 종목 | 기록 | 기록 | 순위 | 순위 |